# Eothenomys proditor
Eothenomys proditor је врста волухарице.

## Распрострањење
Ареал врсте је ограничен на једну државу. Кина је једино познато природно станиште врсте.

## Станиште
Врста је по висини распрострањена од 2.500 до 4.200 метара надморске висине.

## Угроженост
Ова врста је наведена као последња брига, јер има широко распрострањење и честа је врста.